# Arno Köhler
Arno Köhler (* 25. Juli 1885 in Haselbach; † 19. April 1929 in Meiningen) war ein deutscher Politiker (SPD).

## Leben und Wirken
Köhler war von Beruf Glasarbeiter und wirkte von 1919 bis 1921 als Angestellter für den Glasarbeiterverband in Haselbach und Steinach. Von 1921 bis zu seinem Tode wurde er als Gewerbeassistent in Meiningen beschäftigt.
Köhler schloss sich der Sozialdemokratischen Partei Deutschlands (SPD) an. Er war von 1919 bis 1920 Landtagsabgeordneter im Landtag vom Freistaat Sachsen-Meiningen und im Anschluss noch bis 1923 Mitglied der dortigen Gebietsvertretung.